# Berezina (přítok Dněpru v Bělorusku)
Berezina (bělorusky Бярэзіна, rusky Березина) je řeka v Brestské, Vitebské, Mohylevské a Homelské oblasti v Bělorusku. Je dlouhá 613 km. Povodí řeky je 24 500 km².

## Průběh toku
Pramení severně od Minské vysočiny a protéká Středoberezinskou rovinou. Břehy na horním toku jsou nízké a převážně bažinaté. Pod městem Barysaŭ (rusky Borisov) je pravý břeh zvýšený. Ústí zprava do Dněpru.

### Přítoky
- zprava – Gajna, Svislač
- zleva – Bobr, Kleva, Olsa, Ola

## Vodní režim
Průměrný roční průtok vody v ústí činí 145 m³/s.

## Využití
Vodní doprava je možná od ústí k přítoku Serguč nad Borisov v délce 505 km. Spolu s touto řekou je součástí Berezinské vodní soustavy, která spojuje povodí Dněpru a Daugavy. Na řece leží města Borisov a Bobrujsk.

## Historie
Řeka byla od 18. do 20. století důležitou strategickou hranicí, která hrála velkou roli ve válkách Ruska se Švédskem, Francií a Německem. Nejznámější je Bitva na Berezině, k níž došlo během Napoleonova tažení do Ruska v roce 1812. V létě 1920 během sovětsko-polské války provedla na řece sovětská vojska dva útoky. Během 2. světové války došlo na řece k tuhým bojům v roce 1941 v rámci příhraničních bitev a v roce 1944 v rámci Operace Bagration.